# Spazio vettoriale
In matematica, uno spazio vettoriale, anche detto spazio lineare, è una struttura algebrica composta da:
- un campo, i cui elementi sono detti scalari;
- un insieme, i cui elementi sono detti vettori;
- due operazioni binarie, dette addizione e moltiplicazione per scalare, caratterizzate da determinate proprietà.[1]

Si tratta di una struttura algebrica di grande importanza, ed è una generalizzazione dell'insieme formato dai vettori del piano cartesiano ordinario (o dello spazio tridimensionale) dotati delle operazioni di somma di vettori e di moltiplicazione di un vettore per un numero reale. Gli spazi vettoriali più utilizzati sono quelli sui campi reale {\displaystyle \mathbb {R} } e complesso {\displaystyle \mathbb {C} }, denominati rispettivamente "spazi vettoriali reali" e "spazi vettoriali complessi".
Si incontrano spazi vettoriali in numerosi capitoli della matematica moderna e nelle sue applicazioni: questi servono innanzitutto per studiare le soluzioni dei sistemi di equazioni lineari e delle equazioni differenziali lineari. Con queste equazioni si trattano moltissime situazioni: quindi si incontrano spazi vettoriali nella statistica, nella scienza delle costruzioni, nella meccanica quantistica, nella teoria dei segnali, nella biologia molecolare, ecc. Negli spazi vettoriali si studiano anche sistemi di equazioni e disequazioni e in particolare quelli che servono alla programmazione matematica e in genere alla ricerca operativa.
Strutture algebriche preliminari agli spazi vettoriali sono quelle di gruppo, anello e campo. Vi sono poi numerose strutture matematiche che generalizzano e arricchiscono quella di spazio vettoriale; alcune sono ricordate nell'ultima parte di questo articolo.

Uno spazio vettoriale è una collezione di oggetti, chiamati "vettori", che possono essere sommati e riscalati.

## Definizione
Si dice spazio vettoriale su un campo {\displaystyle K} un insieme {\displaystyle V} dotato di due operazioni: 
- un'operazione interna {\displaystyle +:V\times V\rightarrow V}
- un'operazione esterna {\displaystyle \cdot :K\times V\rightarrow V}

L'operazione interna è detta somma o legge di composizione interna ed associa a ogni coppia di vettori {\displaystyle \mathbf {u} ,\mathbf {v} } appartenenti a {\displaystyle V}, un altro vettore di {\displaystyle V} indicato con {\displaystyle \mathbf {u} +\mathbf {v} }.
L'operazione esterna è detta prodotto per scalare o legge di composizione esterna ed associa a ogni coppia {\displaystyle (a,\mathbf {u} )}, dove {\displaystyle \mathbf {u} } appartiene a {\displaystyle V} e {\displaystyle a} appartiene a {\displaystyle K}, un altro vettore appartenente a {\displaystyle V} indicato con {\displaystyle a\mathbf {u} }.
Le due operazioni debbono inoltre soddisfare le seguenti proprietà:
- {\displaystyle \forall \mathbf {u} ,\mathbf {v} \in V,\mathbf {u} +\mathbf {v} =\mathbf {v} +\mathbf {u} } (proprietà commutativa della somma)
- {\displaystyle \forall \mathbf {u} ,\mathbf {v} ,\mathbf {w} \in V,(\mathbf {u} +\mathbf {v} )+\mathbf {w} =\mathbf {u} +(\mathbf {v} +\mathbf {w} )} (proprietà associativa della somma)
- {\displaystyle \exists 0_{V}\in V\mid \forall \mathbf {u} \in V,\mathbf {u} +0_{V}=0_{V}+\mathbf {u} =\mathbf {u} } (esistenza dell'elemento neutro per la somma)
- {\displaystyle \forall \mathbf {u} \in V,\exists \mathbf {u} '\in V\mid \mathbf {u} +\mathbf {u} '=\mathbf {u} '+\mathbf {u} =0_{V}} (esistenza dell'elemento opposto per la somma)
- {\displaystyle \forall \mathbf {u} ,\mathbf {v} \in V,\forall a\in K,a(\mathbf {u} +\mathbf {v} )=a\mathbf {u} +a\mathbf {v} } (proprietà distributiva a destra del prodotto per scalare)
- {\displaystyle \forall a,b\in K,\forall \mathbf {v} \in V,(a+b)\mathbf {v} =a\mathbf {v} +b\mathbf {v} } (proprietà distributiva a sinistra del prodotto per scalare)
- {\displaystyle \forall a,b\in K,\forall \mathbf {v} \in V,(ab)\mathbf {v} =a(b\mathbf {v} )} (proprietà associativa del prodotto per scalare)
- {\displaystyle \exists 1\in K\mid \forall \mathbf {u} \in V,1\mathbf {u} =\mathbf {u} } (esistenza dell'elemento neutro per il prodotto per scalare)

## Osservazioni e conseguenze della definizione
Le prime quattro proprietà possono essere espresse in sintesi dicendo che {\displaystyle (V,+)} è un gruppo abeliano, cioè {\displaystyle V} è un gruppo rispetto all'operazione di somma, che gode della proprietà commutativa. L'elemento neutro della somma è indicato con {\displaystyle \mathbf {0} } oppure {\displaystyle 0_{V}}. L'elemento opposto della somma è di consueto indicato con {\displaystyle -\mathbf {v} }. Gli elementi di {\displaystyle V} sono detti vettori e quelli di {\displaystyle K} scalari.
Si usano generalmente alfabeti diversi per vettori e scalari: i vettori si indicano con caratteri in grassetto, sottolineati o sormontati da una freccia.
Dalla definizione segue che uno spazio vettoriale è una struttura algebrica del tipo {\displaystyle (V,K,+,\cdot )}: un insieme {\displaystyle V} non è uno spazio vettoriale in sé, ma lo è su un certo campo {\displaystyle K}: ad esempio, {\displaystyle \mathbb {Q} } è uno spazio vettoriale sul campo {\displaystyle \mathbb {Q} }, ma non sul campo {\displaystyle \mathbb {R} }, dunque {\displaystyle (\mathbb {Q} ,\mathbb {Q} ,+,\cdot )} è uno spazio vettoriale.
Con le proprietà delle operazioni si possono dimostrare le seguenti formule, valide per ogni {\displaystyle a\in K} e ogni {\displaystyle \mathbf {v} \in V}:
{\displaystyle a\mathbf {0} =0\mathbf {v} =\mathbf {0} ,\qquad -a\mathbf {v} =(-a)\mathbf {v} =a(-\mathbf {v} ),}
dove {\displaystyle 0} è l'elemento neutro della somma in {\displaystyle K} e {\displaystyle \mathbf {0} } è l'elemento neutro della somma in {\displaystyle V.}
Uno spazio vettoriale reale o complesso è uno spazio vettoriale in cui {\displaystyle K} è rispettivamente il campo {\displaystyle \mathbb {R} } dei numeri reali o il campo {\displaystyle \mathbb {C} } dei numeri complessi.
Una nozione correlata è quella di modulo.

## Primi esempi
Di seguito si elencano alcuni importanti esempi di {\displaystyle K}-spazi vettoriali dove {\displaystyle K} è un campo. Siano {\displaystyle m,n} due interi positivi.

### Spazi Kn
L'insieme:
{\displaystyle K^{n}=\{(x_{1},\ldots ,x_{n})\ |\ x_{1},\dots ,x_{n}\in K\},}
formato da tutte le sequenze finite e ordinate di elementi di {\displaystyle K}, con le operazioni di somma e di prodotto per uno scalare definite termine a termine (puntuali), è detto l'{\displaystyle n}-spazio numerico, spazio delle {\displaystyle n}-uple o spazio {\displaystyle n}-dimensionale delle coordinate e può essere considerato il prototipo di {\displaystyle K}-spazio vettoriale.
Si osserva che gli spazi {\displaystyle \mathbb {R} ^{n}} e {\displaystyle \mathbb {C} ^{n}} posseggono una infinità continua di elementi, mentre {\displaystyle \mathbb {Q} ^{n}} ha cardinalità numerabile e per ogni {\displaystyle p} primo lo spazio {\displaystyle \mathbb {F} _{p}^{n}} è costituito da un numero finito di vettori, per la precisione {\displaystyle p^{n}.}

### Polinomi
L'insieme {\displaystyle K[x]} dei polinomi a coefficienti in {\displaystyle K} e con variabile {\displaystyle x}, con le operazioni usuali di somma fra polinomi e prodotto di un polinomio per uno scalare, forma un {\displaystyle K}-spazio vettoriale.

### Matrici
L'insieme delle matrici {\displaystyle K^{m\times n}} (l'insieme delle matrici con {\displaystyle m} righe e {\displaystyle n} colonne ed elementi in {\displaystyle K}), con le operazioni di somma tra matrici e prodotto di uno scalare per una matrice, è un {\displaystyle K}-spazio vettoriale.

### Funzioni
L'insieme {\displaystyle K^{X}} (denotato anche {\displaystyle \mathrm {Fun} (X,K)} ) di tutte le funzioni da un fissato insieme {\displaystyle X} in {\displaystyle K}, dove:
- La somma di due funzioni {\displaystyle f} e {\displaystyle g} è definita come la funzione {\displaystyle (f+g)} che manda {\displaystyle x} in {\displaystyle f(x)+g(x)};
- Il prodotto {\displaystyle (\lambda f)} di una funzione {\displaystyle f} per uno scalare {\displaystyle \lambda } in {\displaystyle K} è la funzione che manda {\displaystyle x} in {\displaystyle \lambda f(x)}.

Da notare che {\displaystyle K^{n}}, {\displaystyle K[x]}, {\displaystyle K^{m\times n}} sono casi particolari di quest'ultimo rispettivamente con {\displaystyle X=\{1,\ldots ,n\},\mathbb {N} ,\{1,\ldots ,n\}\times \{1,\ldots ,m\}.}
Altro esempio, l'insieme {\displaystyle \mathbb {R} ^{X}} di tutte le funzioni da un aperto {\displaystyle X} dello spazio euclideo {\displaystyle \mathbb {R} ^{n}} in {\displaystyle \mathbb {R} }, è un {\displaystyle \mathbb {R} }-spazio vettoriale.

## Nozioni basilari
Lo studio della struttura di spazio vettoriale si svolge sviluppando le nozioni di sottospazio vettoriale, di trasformazione lineare (in questo caso si parlerà di omomorfismo di spazi vettorali), di base e di dimensione.

### Sottospazi

Tre sottospazi distinti di dimensione 2 in : sono piani passanti per l'origine. Due di questi si intersecano in un sottospazio di dimensione 1, cioè una retta passante per l'origine (una di queste è disegnata in blu).

Un sottospazio vettoriale di uno spazio vettoriale {\displaystyle V} è un sottoinsieme {\displaystyle W} che eredita da {\displaystyle V} una struttura di spazio vettoriale. Per ereditare questa struttura, è sufficiente che {\displaystyle W} sia non vuoto e sia chiuso rispetto alle due operazioni di somma e prodotto per scalare. In particolare, {\displaystyle W} deve contenere lo zero di {\displaystyle V}.

#### Esempi
Una retta passante per l'origine è un sottospazio vettoriale del piano cartesiano {\displaystyle \mathbb {R} ^{2}}; nello spazio vettoriale {\displaystyle \mathbb {R} ^{3}} tutti i piani e tutte le rette passanti per l'origine sono sottospazi.
Gli spazi formati dalle matrici simmetriche o antisimmetriche sono sottospazi vettoriali dell'insieme delle matrici {\displaystyle m\times n} su {\displaystyle K}.
Altri importanti sottospazi vettoriali sono quelli di {\displaystyle \mathrm {Fun} (X,\mathbb {R} )}, quando {\displaystyle X} è un insieme aperto di {\displaystyle \mathbb {R} ^{n}}: gli insiemi formati dalle funzioni continue, dalle funzioni differenziabili e dalle funzioni misurabili.

### Generatori e basi
Una combinazione lineare di alcuni vettori {\displaystyle v_{1},\ldots ,v_{n}} è una scrittura del tipo:
{\displaystyle \lambda _{1}v_{1}+\dots +\lambda _{n}v_{n}.}
Una combinazione lineare è l'operazione più generale che si può realizzare con questi vettori usando le due operazioni di somma e prodotto per scalare. Usando le combinazioni lineari è possibile descrivere un sottospazio (che è generalmente fatto da un insieme infinito di vettori) con un numero finito di dati. Si definisce infatti il sottospazio generato da questi vettori come l'insieme di tutte le loro combinazioni lineari.
Un sottospazio può essere generato a partire da diversi insiemi di vettori. Tra i possibili insiemi di generatori alcuni risultano più economici di altri: sono gli insiemi di vettori con la proprietà di essere linearmente indipendenti. Un tale insieme di vettori è detto base del sottospazio.
Si dimostra che ogni spazio vettoriale non banale possiede almeno una base; alcuni spazi hanno basi costituite da un numero finito di vettori, altri hanno basi costituenti insiemi infiniti. Per questi ultimi la dimostrazione dell'esistenza di una base deve ricorrere al lemma di Zorn.
Alla nozione di base di uno spazio vettoriale si collega quella di sistema di riferimento di uno spazio affine.

### Dimensione
Si dimostra che tutte le basi di uno spazio vettoriale posseggono la stessa cardinalità (questo risultato è dovuto a Felix Hausdorff). Questa cardinalità viene chiamata dimensione di Hamel dello spazio; questa entità in genere viene chiamata semplicemente dimensione dello spazio. La distinzione più rilevante fra gli spazi vettoriali vede da una parte gli spazi di dimensione finita e dall'altra quelli di dimensione infinita.
Per ogni intero naturale {\displaystyle n} lo spazio {\displaystyle K^{n}} ha dimensione {\displaystyle n}: in effetti una sua base è costituita dalle {\displaystyle n} {\displaystyle n}-uple aventi tutte le componenti nulle con l'eccezione di una uguale alla unità del campo. In particolare l'insieme costituito dal solo {\displaystyle 0} del campo può considerarsi uno spazio a {\displaystyle 0} dimensioni, la retta dotata di un'origine è uno spazio unidimensionale su {\displaystyle \mathbb {R} }, il piano cartesiano è uno spazio di dimensione {\displaystyle 2,} lo spazio {\displaystyle \mathbb {R} ^{3}} ha dimensione {\displaystyle 3.}
Anche i polinomi con grado al più {\displaystyle n} formano un sottospazio vettoriale di dimensione {\displaystyle n+1,} mentre la dimensione dell'insieme delle funzioni {\displaystyle \mathrm {Fun} (X,K)} è pari alla cardinalità di {\displaystyle X}.
Tra gli spazi infinito dimensionali si trovano quelli formati dall'insieme dei polinomi in una variabile o in più variabili e quelli formati da varie collezioni di funzioni, come, ad esempio, gli spazi Lp.
I vettori di uno spazio di {\displaystyle n} dimensioni, facendo riferimento a una base fissata di tale spazio, possono essere rappresentati come {\displaystyle n}-uple di scalari: queste sono le loro coordinate. Questo fatto consente di affermare che ogni spazio {\displaystyle n}-dimensionale su {\displaystyle K} è sostanzialmente identificabile con {\displaystyle K^{n}}.

### Trasformazioni lineari e omomorfismi
Una trasformazione lineare fra due spazi vettoriali {\displaystyle V} e {\displaystyle W} sullo stesso campo {\displaystyle K} è una applicazione che manda vettori di {\displaystyle V} in vettori di {\displaystyle W} rispettando le combinazioni lineari. Dato che le trasformazioni lineari rispettano le operazioni di somma di vettori e di moltiplicazioni per scalari, esse costituiscono gli omomorfismi per le strutture della specie degli spazi vettoriali. Per denotare l'insieme degli omomorfismi da {\displaystyle V} in {\displaystyle W} si scrive {\displaystyle \mathrm {Hom} (V,W)}. Particolarmente importanti sono gli insiemi di endomorfismi; questi hanno la forma {\displaystyle \mathrm {End} (V,V)}.
Si osserva che per le applicazioni lineari di {\displaystyle \mathrm {Hom} (V,W)} si possono definire le somme e le moltiplicazioni per elementi di {\displaystyle K}, come per tutte le funzioni aventi valori in uno spazio su questo campo. L'insieme {\displaystyle \mathrm {Hom} (V,W)} munito di queste operazioni costituisce a sua volta uno spazio vettoriale su {\displaystyle K}, di dimensione {\displaystyle \dim(V)\times \dim(W)}. Un caso particolare molto importante è dato dallo spazio duale {\displaystyle V^{*}}, che ha le stesse dimensioni di {\displaystyle V}.

## Spazio vettoriale libero
Un esempio particolare spesso usato in algebra (e una costruzione piuttosto comune in questo campo) è quello di spazio vettoriale libero su un insieme. L'obiettivo è creare uno spazio che abbia gli elementi dell'insieme come base. Ricordando che, dato un generico spazio vettoriale, si dice che un suo sottoinsieme {\displaystyle U} è una base se gli elementi di {\displaystyle U} sono linearmente indipendenti e ogni vettore si può scrivere come combinazione lineare finita di elementi di {\displaystyle U}, la seguente definizione nasce naturalmente: uno spazio vettoriale libero {\displaystyle V} su {\displaystyle B} e campo {\displaystyle K} è l'insieme di tutte le combinazioni lineari formali di un numero finito di elementi di {\displaystyle B} a coefficienti in {\displaystyle K}, cioè i vettori di {\displaystyle V} sono del tipo:
{\displaystyle \sum _{b\in B}\alpha _{b}b\qquad \alpha _{b}\in K,}
dove i coefficienti non nulli sono in numero finito, e somma e prodotto sono definite come segue:
{\displaystyle \sum _{b\in B}\alpha _{b}b+\sum _{b\in B}\beta _{b}b:=\sum _{b\in B}(\alpha _{b}+\beta _{b})b\qquad \forall \alpha _{b}\beta _{b}\in K}
{\displaystyle \gamma \sum _{b\in B}\alpha _{b}b:=\sum _{b\in B}(\gamma \alpha _{b})b\qquad \forall \alpha _{b},\gamma \in K.}
Da tener ben presente che queste somme sono dette formali perché sono da considerarsi appunto dei puri simboli. In pratica gli elementi di {\displaystyle B} servono solo come "segnaposto" per i coefficienti. Oltre a questa definizione più intuitiva ne esiste una del tutto equivalente in termine di funzioni da {\displaystyle B} su {\displaystyle K} con supporto finito {\displaystyle \mathrm {supp} f:=\{b\in B:f(b)\neq 0\}}, cioè:
{\displaystyle V\simeq \{f\colon B\to K:\mathrm {supp} f\quad \mathrm {finito} \},}
dove per il secondo insieme le operazioni di somma e prodotto sono quelle naturali e la corrispondenza è:
{\displaystyle V\ni \sum _{b\in B}\alpha _{b}b\mapsto f\qquad f:b\mapsto \alpha _{b}.}

## Spazi vettoriali con strutture aggiuntive
La nozione di spazio vettoriale è servita innanzi tutto a puntualizzare proprietà algebriche riguardanti ambienti ed entità geometriche; inoltre essa costituisce la base algebrica per lo studio di questioni di analisi funzionale, che si può associare a una geometrizzazione dello studio di funzioni collegate a equazioni lineari. La sola struttura di spazio vettoriale risulta comunque povera quando si vogliono affrontare in modo più efficace problemi geometrici e dell'analisi funzionale. Infatti va osservato che con la sola struttura di spazio vettoriale non si possono affrontare questioni riguardanti lunghezze di segmenti, distanze e angoli (anche se la visione intuitiva degli spazi vettoriali a 2 o 3 dimensioni sembra implicare necessariamente queste nozioni di geometria elementare).
Per sviluppare le "potenzialità" della struttura spazio vettoriale risulta necessario arricchirla in molteplici direzioni, sia con ulteriori strumenti algebrici (ad es. proponendo prodotti di vettori), sia con nozioni topologiche, sia con nozioni differenziali. In effetti si può prospettare una sistematica attività di arricchimento degli spazi vettoriali con costruzioni che si aggiungono a quella di combinazione lineare al fine di ottenere strutture di elevata efficacia nei confronti di tanti problemi matematici, computazionali e applicativi. Per essere utili, queste costruzioni devono essere in qualche modo compatibili con la struttura dello spazio vettoriale, e le condizioni di compatibilità variano caso per caso.

### Spazio normato
Uno spazio vettoriale in cui è definita una norma, cioè una lunghezza dei suoi vettori, è chiamato spazio normato. L'importanza degli spazi vettoriali normati dipende dal fatto che a partire dalla norma dei singoli vettori si definisce la distanza fra due vettori come norma della loro differenza e questa nozione consente di definire costruzioni metriche e quindi costruzioni topologiche.

### Spazio euclideo
Uno spazio vettoriale dotato di un prodotto scalare si dice spazio euclideo.

### Spazio di Banach
Uno spazio normato completo rispetto alla metrica indotta è detto spazio di Banach.

### Spazio di Hilbert
Uno spazio vettoriale complesso (risp. reale) in cui è definito un prodotto scalare hermitiano (risp. bilineare) definito positivo, e quindi anche i concetti di angolo e perpendicolarità di vettori, è chiamato spazio prehilbertiano. Uno spazio dotato di prodotto scalare è anche normato, mentre in generale non vale il viceversa.
Uno spazio dotato di prodotto scalare che sia completo rispetto alla metrica indotta è detto spazio di Hilbert.

### Spazio vettoriale topologico
Uno spazio vettoriale munito anche di una topologia è chiamato spazio vettoriale topologico.

### Algebra su campo
Uno spazio vettoriale arricchito con un operatore bilineare che definisce una moltiplicazione tra vettori costituisce una cosiddetta algebra su campo. Ad esempio, le matrici quadrate di ordine {\displaystyle n} munite del prodotto di matrici formano un'algebra. Un'altra algebra su un campo qualsiasi è fornita dai polinomi su tale campo muniti dell'usuale prodotto fra polinomi.

## Generalizzazioni

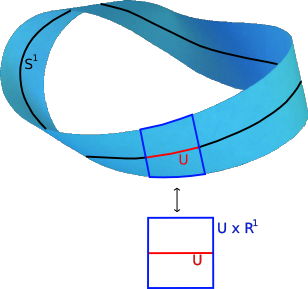
Un nastro di Möbius: è localmente omeomorfo a.

### Fibrati vettoriali
Un fibrato vettoriale è una famiglia di spazi vettoriali parametrizzata con continuità da uno spazio topologico {\displaystyle X}. Nello specifico, un fibrato vettoriale su {\displaystyle X} è uno spazio topologico {\displaystyle E} equipaggiato con una funzione continua {\displaystyle \pi \colon E\to X} tale che per ogni {\displaystyle x\in X} la fibra {\displaystyle \pi ^{-1}} è uno spazio vettoriale.

### Moduli
Un modulo è per un anello quello che uno spazio vettoriale è per un campo. Sebbene valgano gli stessi assiomi che si applicano ai campi, la teoria dei moduli è complicata dalla presenza di elementi (degli anelli) che non possiedono reciproco.

### Spazi affini
Intuitivamente, uno spazio affine è uno spazio vettoriale la cui origine non è fissata. Si tratta di un insieme {\displaystyle A} dotato di una funzione {\displaystyle f:A\times V\to A}, dove {\displaystyle V} è uno spazio vettoriale su un campo {\displaystyle K}, generalmente indicata con il segno {\displaystyle +}:
{\displaystyle f(P,v)=P+v,}
tale che:
- Per ogni punto {\displaystyle P} fissato, l'applicazione che associa al vettore {\displaystyle v} il punto {\displaystyle P+v} è una biiezione da {\displaystyle V} in {\displaystyle A}.
- Per ogni punto {\displaystyle P} in {\displaystyle A} e ogni coppia di vettori {\displaystyle v,w} in {\displaystyle V} vale la relazione:

{\displaystyle (P+v)+w=P+(v+w)}